# Plexe cervical
El plexe cervical és el plexe format per les branques ventrals dels quatre primers nervis espinals cervicals que es troben a partir del segment cervical C1 a C4 al coll. Estan situats lateralment a les apòfisis transverses entre els músculs prevertebrals des del costat medial i vertebral (escalè, angular de l'omòplat, espleni cervical) des del costat lateral. Hi ha anastomosi amb el nervi accessori, nervi hipoglòs i el tronc simpàtic.
Es troba al coll, al fons de l'esternoclidomastoïdal. Els nervis formats a partir del plexe cervical innerven la part posterior del cap, així com alguns músculs del coll. Les branques del plexe cervical sorgeixen del triangle posterior al punt dels nervis, un punt que es troba a mitjan camí en la vora posterior de l'esternoclidomastoïdal.